# Eubocoana tristis
Eubocoana tristis är en insektsart som beskrevs av Sjöstedt 1931. Eubocoana tristis ingår i släktet Eubocoana och familjen gräshoppor. Inga underarter finns listade i Catalogue of Life.